# Mas Perotet
Mas Perotet és una casa de Lluçà (Osona) inclosa a l'Inventari del Patrimoni Arquitectònic de Catalunya.

## Descripció
Casa de planta rectangular amb un paller de pedres i maons afegit en un dels laterals de la casa. El teulat és a doble vessant amb el carener paral·lel a la façana principal. Els murs són de pedres irregulars i poc morter i estan parcialment arrebossats. Té planta pis i unes petites golfes, l'obertura de les quals és al lateral de la casa. La porta i les finestres tenen llinda i muntants de pedra i les finestres tenen ampit de pedra que sobresurt de la línia de façana.

## Història
La llinda de la porta d'entrada porta la data 1631.